# Ludwig Hartmann (Autor)

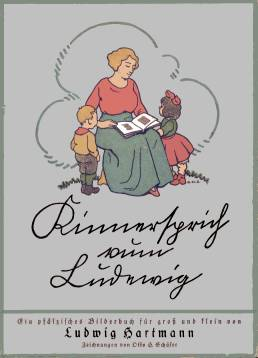
Erstauflage der „Kinnersprich vum Ludewig“, 1920

Ludwig Hartmann (* 4. Februar 1881 in Speyer; † 14. April 1967 in Ludwigshafen am Rhein) war ein Pfälzer Mundartdichter und Herausgeber von Mundartliteratur.

## Leben
Hartmann wurde in Speyer als Sohn des aus Vollmersweiler stammenden Lehrers und späteren Weinhändlers Johann L. Hartmann geboren. 1891–1897 besuchte er das Gymnasium in Speyer und erlernte anschließend den Kaufmannsberuf. 1898 trat er in den Dienst der Eisenbahn mit Stationen in Speyer, Bellheim, Ludwigshafen am Rhein und München. Während des Ersten Weltkriegs war er Feldeisenbahner. Die Jahre 1923/24 musste er auf Anordnung der damaligen französischen Besatzungsbehörde außerhalb der Pfalz verbringen und lebte in Oberbayern. 1946 ging er als Bundesbahnoberinspektor in den Ruhestand und lebte bis zu seinem Tod 1967 in Ludwigshafen am Rhein. Er war verheiratet mit Johanna Wetz.

## Dichter
Das Interesse an Mundartdichtung in pfälzischer Sprache lösten bei Ludwig Hartmann die Lektüre der Mundartdichter Karl Christian Nadler und Karl August Woll aus.
1914 erschien sein erstes Werk, der Gedichtband Pälzer Schternschnuppe, der bis 1926 in sechs Auflagen erschien. Seinem Erstlingswerk folgten bis 1958 sechs weitere Bücher, die auch kleinere Prosatexte enthielten. Einige der Bände enthielten auch kurze hochdeutsche Texte. Das bekannteste Stück ist De Unkel aus Amerika.
1920 erschien für Kinder sein reich illustriertes Werk Kinnersprich vum Ludewig (Neuauflage 2005) von dem damals innerhalb von vier Wochen 4000 Exemplare verkauft wurden.
1925/1926 betreute er die zweibändige pfälzische Anthologie Pälzer Ausles.

## Werke
Autor
- Pälzer Schternschnuppe. Heitere Dichtungen in Pfälzer Mundart. 1914; 6. Aufl. 1926.
- Kinnersprich vum Ludewig. Ein pfälzisches Bilderbuch in Reimen für groß und klein. 1920; Neuauflage 2005.
- Muscht nit greine. Lustiges Pfälzer Deutsch in Vers und Prosa. 1922; 2. Aufl. 1931.
- De Unkel aus Amerika. Eine heitere Pfälzer Erzählung. 1923; Neuauflage 2010.
- Deheem isch deheem. Heiteres und Ernstes in Pfälzer Mundart und Hochdeutsch. 1928.
- Hoch die Palz! 1949.
- Die Teemaschin. Eine Auswahl neuerer und alter Pfälzer Gedichte. 1958.
- Mei’ Pälzer Schätz. (Auswahl) 1986.

Herausgeber
- Pälzer Ausles. Eine Sammlung bester Pfälzer Mundartdichtungen. 2 Bände. 1925/1926.